# Yuliyán Mályshev
Yuliyán Mályshev –en ruso, Юлиан Малышев– (1982) es un deportista ruso que compitió en triatlón. Ganó una medalla de oro en el Campeonato Europeo de Triatlón de 2010, en la prueba de relevo mixto.

## Palmarés internacional
| Campeonato Europeo | Campeonato Europeo | Campeonato Europeo | Campeonato Europeo |
| Año                | Lugar              | Medalla            | Prueba             |
| ------------------ | ------------------ | ------------------ | ------------------ |
| 2010               | Athlone (Irlanda)  | Medalla de oro     | Relevo mixto       |